# Štefan
Štefan je moško osebno ime.

## Izvor imena
Ime Štefan izhaja iz latinskega imena Stephanus, le to pa iz grškega Stéfanos. To se povezuje z grškim izrazom stéfanos v pomenu »venec, krona«.

## Različice imena
- moške oblike imena: Istvan, Ištvan, Stefan, Stefano, Stepan, Stevan, Steven, Stevo, Stipan, Stipe, Stjepan, Štef, Štefek, Števan, Štefi, Štefko
- ženske oblike imena: Štefana, Štefanija, Štefka

## Tujejezikovne oblike imena
- pri Angležih: Steven (Steve), Stephen, Stephan
- pri Čehih: Štěpan, Štefan
- pri Črnogorcih: Šćepan, Stefan
- pri Francozih: Étienne, Stéphane
- pri Grkih: Stephanos, Stefanos
- pri Hrvatih: Stjepan, Stipan, Stipe, Štef(ek)
- pri Italijanih: Stefano
- pri Kataloncih: Esteve
- pri Madžarih: István (skr. Pista, Isti)
- pri Nemcih: Stefan, Steffen, Steifen
- pri Nizozemcih: Stefan, Steven
- pri Poljakih: Stefan
- pri Portugalcih: Estévan
- pri Prekmurcih: Števan (Pišta, Pišti)
- pri Romunih: Ștefan
- pri Rusih in Ukrajincih: Stepan (Stjopa)
- pri Slovakih: Štefan
- pri Srbih: Stefan, Stevan (Stevo), Šćepan
- pri Špancih: Esteban

## Pogostost imena
Število moških v Sloveniji z imenom Štefan je bilo podatkih SURSa na dan 31. decembra 2007: 6.303 (ali 0,6 % vseh moških). Med vsemi moškimi imeni je ime Štefan po pogostnosti uporabe uvrščeno na 37. mesto.
Ženske različice imena so bile porabljene: Štefanija (4.885 oseb, 59. mesto) in Štefka (1.367, 157. mesto).

## Osebni praznik
V našem koledarju z izborom svetniških imen, udomačenih med Slovenci in njihovimi godovnimi dnevi po novem bogoslužnem koledarju je ime Štefan zapisano 4 krat. Pregled godovnih dni v katerih poleg Štefana godujejo še Venceslav in  osebe katerih imena nastopajo kot različice navedenih imen.
- 26. januar, Štefan Harding, opat († 26. jan. 1134)
- 2. avgust, Papež Štefan I. († 2. avg. 257)
- 16. avgust, Štefan I., ogerski kralj († 16. avg. 1038)
- 26. december, sv. Štefan, prvi mučenec

## Priimki nastali iz imena
Iz imena Štefan in njegovih različic co nastali številni priimki, npr.: Štef, Štefan, Štefanec, Štefanc, Štefančič, Štefanič, Štefe, Štefelin, Šteferl, Štefic, Štefula, Štepec in še drugi.

## Znani nosilci imena
sveti Štefan, Štefan Kociančič, Štefan Michieli, papež Štefan I., papež Štefan II., papež Štefan II., papež Štefan IV., papež Štefan V., papež Štefan VI., papež Štefan VII., papež Štefan VIII., papež Štefan IX., papež Štefan IX., Štefan I. Arpad Sveti, Štefan I., Štefan II. Trpimirović, Štefan Drzislav, Štefan Kotroman, Štefan Lazarević, Štefan Nemanja, Štefan Prvovenčani, Štefan Tomaš, Štefan Tomašević, Štefan Uroš III. Dečanski

## Zanimivosti
V Sloveniji je 37 cerkva sv. Štefana. Po njih so poimenovani kraji Sveti Štefan, Štefan pri Trebnjem in Štefanja Gora ter slovenski vasi Števanovci blizu Monoštra na Madžarskem in Šteben na Zili na Koroškem v Avstriji.